# Profil NACA

Géométrie du profil. 1. Ligne de portance nulle. — 2. Bord d'attaque. — 3. Cylindre du bord d'attaque. — 4. Épaisseur maximale. — 5. Cambrure. — 6. Extrados. — 7. Bord de fuite. — 8. Ligne moyenne de cambrure. — 9. Intrados.

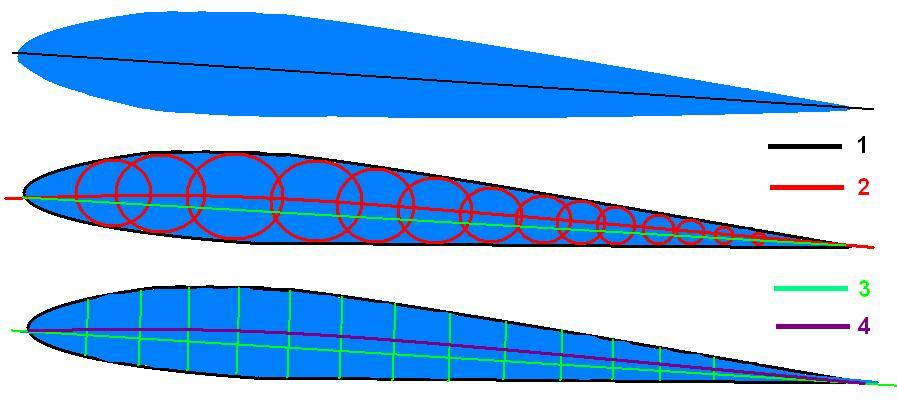
Lignes du profil. 1. Corde. — 2. Cambrure. — 3. Longueur. — 4. Ligne médiane

A — Ligne bleue : corde. Ligne verte : cambrure moyenne en ligne. B — Premier rayon de bord. C — Coordonnées xy pour la géométrie du profil (corde = axe x; la ligne de l'axe Y sur ce bord d'attaque)

Les profils NACA sont des profils aérodynamiques pour les ailes d'avions développés par le Comité consultatif national pour l'aéronautique (NACA, États-Unis). Il s'agit de la série de profils la plus connue et utilisée dans la construction aéronautique.
La forme des profils NACA est décrite à l'aide d'une série de chiffres qui suit le mot « NACA ». Les chiffres de cette série peuvent alors être saisis dans des équations pour générer précisément la section de l'aile (son profil) et déterminer ses propriétés. Toutes les dimensions en % sont entendues en % de longueur de la corde, cette corde étant la droite reliant bord d'attaque et bord de fuite, sauf précision contraire.

## Histoire
Le centre de recherche de la NACA à Langley commence à travailler sur des séries de profils à partir du début des années 1920 et réalise des programmes d'essais en soufflerie à partir de 1927. En 1933, un catalogue de 78 profils est publié et introduit les profils caractérisés par une série de 4 chiffres décrivant leur forme géométrique.
La NACA introduit les profils caractérisés par une série de 5 chiffres en 1934 et conçoit à partir de 1935 la série des 230 dont le profil 23012 est un des plus connus, associant une forte portance et une faible traînée. Parallèlement des recherches sont menées sur les écoulements laminaires dans les couches limites afin de réduire la traînée (de friction) des profils. Au milieu des années 1930, la série 1 est conçue, décrite non plus par sa géométrie mais par ses caractéristiques de distribution de pression, elle dispose d'un gradient de pression limitant la formation de turbulences. Elle est améliorée par la série 6 à partir de 1939. Le premier avion à bénéficier de ces recherches est le chasseur P-51 disposant d'un profil NACA 45-100.

## Série à quatre chiffres (Séries 4)
Ces profils sont définis par le code NACA suivi de quatre chiffres MPXX définissant la géométrie du profil:
1. M, le premier chiffre définit la cambrure maximale en pourcentage de la corde, {\displaystyle 100m=M}
2. P, le deuxième chiffre définit le point de cambrure maximale par rapport au bord d'attaque en pourcentage de la corde, {\displaystyle 10p=P}
3. XX, les deux derniers chiffres définissant l'épaisseur maximale du profil en pourcentage de la corde, {\displaystyle 100t=XX}[4]

Par exemple, le profil aérodynamique NACA 2412 possède une cambrure maximale de 2 % à 40 %  à partir du bord d'attaque ;  avec une épaisseur maximale de 12 %. Par exemple, pour une aile de 10 cm de corde, le profil a une cambrure de 2 mm située à 40 mm du bord d'attaque, et une épaisseur maximale de 12 mm . La plupart des profils à 4 chiffres ont une épaisseur maximale à environ 30 % de corde du bord d'attaque.
Le profil aérodynamique NACA 0015 est symétrique, le 00 indiquant qu'il n'a pas de cambrure. Le nombre 15 indique que l'aile a une épaisseur maximale correspondant à 15 % de la longueur de la corde de l'aile. Ces profils sont dits non porteurs, c'est-à-dire que pour une incidence nulle leur coefficient de portance est nul.
On trouve les caractéristiques de ces profils (avec celles de beaucoup d'autres) dans le SUMMARY  OF  AIRFOIL  DATA, REPORT  No. 824.

### Profil symétrique 00xx

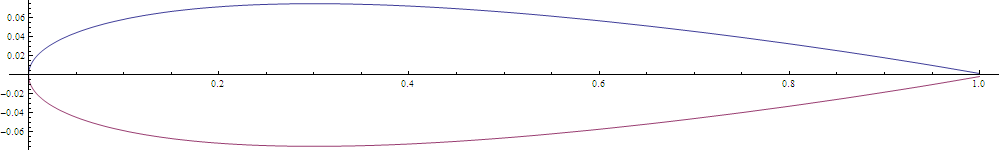
Courbe d'une aile NACA 0015, produite à partir de la formule

La demi-épaisseur d'un profil NACA 00xx est calculée avec l'équation suivante, :
{\displaystyle y_{t}={\frac {t}{0{,}2}}\,\left[0{,}2969{\sqrt {\frac {x}{c}}}-0{,}1260\left({\frac {x}{c}}\right)-0{,}3516\left({\frac {x}{c}}\right)^{2}+0{,}2843\left({\frac {x}{c}}\right)^{3}-0{,}1015\left({\frac {x}{c}}\right)^{4}\right]}
Avec :
- c  est la longueur de la corde de profil (en mètres, par ex.)
- x  est la position le long de la corde (en mètres, si c est en mètres). x varie donc de 0 à c
- {\displaystyle y_{t}}  est la moitié de l'épaisseur du profil, en fraction de corde, pour une valeur donnée de x
- t  est l'épaisseur maximale en fraction de la corde (0,15 par exemple pour le NACA 0015) (il faut remarquer que t multiplié par 100 donne les deux derniers chiffres du libellé des profils NACA 4 chiffres).

À noter que dans cette équation, au (x  / c)  = 1 (le bord de fuite du profil), l'épaisseur n'est pas exactement zéro. Si un bord de fuite d'épaisseur zéro est nécessaire, par exemple pour du calcul informatique, l'un des coefficients doit être modifié de telle sorte que leur somme soit égale à zéro. La modification du dernier coefficient (-0,1036) se traduira par le plus petit changement de la forme globale de la surface portante. Le bord d'attaque est à peu près équivalent à un cylindre de rayon :
{\displaystyle r=1{,}1019t^{2}c.\,}

Comme le profil est symétrique, la forme externe du profil est déduite directement de l'épaisseur du profil {\displaystyle y_{t}} :
{\displaystyle x_{U}=x_{L}=x,\qquad y_{U}=+y_{t},\quad {\text{et}}\quad y_{L}=-y_{t}.}
Avec :
- {\displaystyle (x_{U},y_{U})} coordonnées de l'extrados
- {\displaystyle (x_{L},y_{L})} coordonnées de l'intrados

### Profil cambré

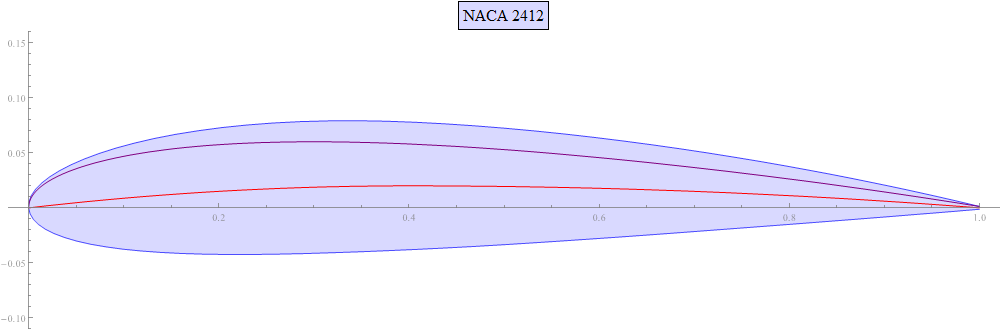
Courbe d'une aile NACA 2412. La ligne de cambrure est indiquée en rouge, et l'épaisseur - ou le profil symétrique 0012 - est représentée en violet.

Les profils NACA asymétriques les plus simples sont les séries 4 chiffres, qui utilisent la même formule que les profils 00xx, symétriques, mais avec une ligne moyenne courbée. La cambrure moyenne du profil est définie en deux sections:
{\displaystyle y_{c}=\left\{{\begin{array}{ll}\displaystyle {m\,{\frac {x}{p^{2}}}\left(2\,p\,-{\frac {x}{c}}\right)},&0\leq x<pc\\\\\displaystyle {m\,{\frac {c-x}{(1-p)^{2}}}\left(1+{\frac {x}{c}}-2\,p\right)},&pc\leq x\leq c\end{array}}\right.}
Avec :
- m  est égal à  la cambrure maximale (définit par le premier des quatre chiffres)
- p  est la position de la cambrure maximale (définit par le deuxième chiffre)

Pour la forme de l'extrados et de l'intrados, l'épaisseur doit être appliquée perpendiculairement à la ligne de cambrure, les coordonnées {\displaystyle (x_{U},y_{U})} et {\displaystyle (x_{L},y_{L})}, sont calculées avec les équations suivantes :
{\displaystyle {\begin{aligned}x_{U}&=x-y_{t}\,\sin \theta \qquad &y_{U}&=y_{c}+y_{t}\,\cos \theta \\x_{L}&=x+y_{t}\,\sin \theta &y_{L}&=y_{c}-y_{t}\,\cos \theta \end{aligned}}}
Où :
{\displaystyle \theta =\arctan {\left({\frac {dy_{c}}{dx}}\right)}}
{\displaystyle {\frac {dy_{c}}{dx}}=\left\{{\begin{array}{ll}\displaystyle {{\frac {2m}{p^{2}}}\left(p-{\frac {x}{c}}\right)},&0\leq x<pc\\\\\displaystyle {{\frac {2m}{(1-p)^{2}}}\left(p-{\frac {x}{c}}\right)},&pc\leq x\leq c\end{array}}\right.}
Nota : pour {\displaystyle \theta =0} on retrouve les équations du profil symétrique.

## Séries à cinq chiffres (Séries 5)
La série NACA 5-chiffres permet de décrire des surfaces portantes plus complexes. Ils sont définis par le code NACA suivi de cinq chiffres LPQXX
1. L, le premier chiffre définit le coefficient de portance optimal, à multiplier par 0,15, {\displaystyle C_{L}=0{,}15L}
2. P, le deuxième chiffre définit le point de cambrure maximale par rapport au bord d'attaque en pourcentage de la corde, {\displaystyle 20p=P}
3. Q, le troisième chiffre indique si le profil est à cambrure simple (0) ou double (1)
4. Comme pour les profils à 4 chiffres, les quatrième et cinquième chiffres donnent l'épaisseur maximale du profil en pourcentage de la corde

Par exemple, le profil aérodynamique NACA 12018 donnerait un profil aérodynamique ayant une épaisseur maximale de 18 %, la cambrure maximale située à 10 % de la corde, avec un coefficient de portance espéré de 0,15.

### Profils de ligne de cambrure
Comme pour les profils à 4 chiffres, la cambrure est définie en deux sections, mais contrairement à ces derniers, la transition entre les deux sections ne se fait pas au point de cambrure maximum mais à {\displaystyle m} définie en pourcentage de la corde. La constante {\displaystyle m} est choisie de telle sorte que la cambrure maximale se trouve à {\displaystyle x=p} , par exemple, pour une cambrure de 230, {\displaystyle p=0{,}3/2=0{,}15} et {\displaystyle m=0{,}2025} . Enfin, la constante {\displaystyle k_{1}} est déterminée pour donner le coefficient de portance souhaité. Pour un profil de cambrure 230 (les 3 premiers numéros de la série à 5 chiffres), {\displaystyle k_{1}=15{,}957} est utilisé.
L'emplacement sur la corde {\displaystyle x} et l'ordonnée {\displaystyle y} ont été normalisées par rapport à la corde.

#### Cambrure simple
La cambrure moyenne est définie par les équations suivantes :
{\displaystyle y_{c}={\begin{cases}{\frac {k_{1}}{6}}\left\{x^{3}-3mx^{2}+m^{2}(3-m)x\right\},&0\leq x<m\\{\frac {k_{1}m^{3}}{6}}(1-x),&m\leq x\leq 1\end{cases}}}

Le tableau suivant présente différents coefficients pour des profils de la ligne de cambrure: 
| Ligne de cambrure du profil | {\displaystyle p} | {\displaystyle m} | {\displaystyle k_{1}} |
| --------------------------- | ----------------- | ----------------- | --------------------- |
| 210                         | 0,05              | 0,0580            | 361,40                |
| 220                         | 0,10              | 0,126             | 51,640                |
| 230                         | 0,15              | 0,2025            | 15,957                |
| 240                         | 0,20              | 0.290             | 6.643                 |
| 250                         | 0.25              | 0,391             | 3.230                 |

#### Cambrure double
Ces profils présentent un moment de tangage théorique de 0, ils sont dits auto-stables.
La cambrure moyenne est définie par les équations suivantes  :
Pour {\displaystyle 0\leq x<m}
{\displaystyle y_{c}={\frac {k_{1}}{6}}\left[\left(x-m\right)^{3}-{\frac {k_{2}}{k_{1}}}(1-m)^{3}x-m^{3}x+m^{3}\right]}
Pour {\displaystyle m\leq x\leq 1}
{\displaystyle y_{c}={\frac {k_{1}}{6}}\left[{\frac {k_{2}}{k_{1}}}\left(x-m\right)^{3}-{\frac {k_{2}}{k_{1}}}(1-m)^{3}x-m^{3}x+m^{3}\right]}

Le tableau suivant présente différents coefficients de lignes de cambrure: 
| Ligne de cambrure du profil | {\displaystyle p} | {\displaystyle m} | {\displaystyle k_{1}} | {\displaystyle k_{2}/k_{1}} |
| --------------------------- | ----------------- | ----------------- | --------------------- | --------------------------- |
| 221                         | 0,10              | 0.130             | 51,990                | 0.000764                    |
| 231                         | 0,15              | 0,217             | 15,793                | 0,00677                     |
| 241                         | 0,20              | 0,318             | 6.520                 | 0,0303                      |
| 251                         | 0.25              | 0.441             | 3.191                 | 0,1355                      |

### Calcul du profil extrados et intrados
Le profil des extrados et intrados se calcule comme pour la série à 4 chiffres, en calculant {\displaystyle {\frac {dy_{c}}{dx}}} puis {\displaystyle \theta =\arctan {\left({\frac {dy_{c}}{dx}}\right)},} permettant de calculer {\displaystyle (x_{U},y_{U})} les coordonnées de l'extrados et {\displaystyle (x_{L},y_{L})} les coordonnées de l'intrados.

## Modifications
Les profils quatre et cinq chiffres peuvent être modifiés avec un code à deux chiffres précédé par un trait d'union dans l'ordre suivant:
1. Un chiffre décrivant la circularité du bord d'attaque avec 0 étant pointu, 6 étant le même que le profil aérodynamique original, et des valeurs plus élevées indiquant un bord d'attaque plus arrondi
2. Un chiffre qui décrit la distance de l'épaisseur maximale du bord d'attaque en dizaines de %

Par exemple, la NACA 1234-1205 est une aile NACA 1234 avec un bord d'attaque aigu et une épaisseur maximale de 50 % de la corde du bord d'attaque.
En outre, pour une description plus précise de la surface portante, tous les numéros peuvent être présentés sous forme de nombres décimaux.

## Série 1
Contrairement aux séries à 4 et 5 chiffres qui définissent les profils de façon géométrique, une nouvelle approche de conception, dite inverse, a été expérimentée à partir des années 1930.  Celle-ci consiste à spécifier la distribution de pression souhaitée sur la voilure et d'en déduire la forme géométrique. Avant cela, les formes aérodynamiques étaient créées, puis leurs caractéristiques mesurées en soufflerie. Les profils de la série 1 sont décrits par cinq chiffres dans la séquence suivante:
1. Le numéro «1» indique la série
2. Un chiffre décrit la distance de la zone de pression minimum en dizaines de pour cent
3. Un trait d'union
4. Un chiffre décrit le coefficient de portance en dixièmes
5. Deux chiffres décrivent l'épaisseur maximale en pour cent

Par exemple, le profil aérodynamique NACA 16-123 a une pression minimum à 60 % de la corde, avec un coefficient de portance de 0,1 et une épaisseur maximum de 23 %
NACA 64-514

## Série 6
Il s'agit d'une amélioration par rapport aux profils de la série 1 augmentant la longueur de la Couche limite laminaire, et réduisant ainsi la traînée de friction. Le profil est décrit à l'aide de six chiffres selon la séquence suivante:
1. Le nombre "6" indique la série
2. Un chiffre qui définit la position de la zone de pression minimum en dizaines de pour cent
3. Le chiffre en indice définit la plage de coefficient de portance en dixièmes au-dessus et au-dessous du coefficient de portance de conception pour laquelle la traînée est faible.
4. Un trait d'union
5. Un chiffre décrivant le coefficient de portance optimal en dixièmes
6. Deux chiffres décrivant l'épaisseur maximale en  pourcentage de la corde

Par exemple, le NACA 612-315 a=0,5 a la zone de pression d'au moins 10 % de la corde en arrière, maintient une faible traînée de 0,2 au-dessus et au-dessous du coefficient de portance de 0,3, a une épaisseur maximale de 15 % , et maintient sa Couche limite laminaire au-dessus de 50 % de la corde.

## Série 7
Cette série a pour but une maximisation de la longueur de la Couche limite laminaire, maximisation réalisée en identifiant séparément les zones de basse pression sur des surfaces supérieure et inférieure de la surface portante. Le profil d'aile est décrit par sept chiffres dans la séquence suivante :
1. Le nombre "7" indique la série
2. Un chiffre qui décrit la distance de la zone de pression minimum sur la surface supérieure de plusieurs dizaines de pour cent
3. Un chiffre qui décrit la distance de la zone de pression minimum sur la surface inférieure de plusieurs dizaines de pour cent
4. Une lettre faisant référence à un profil type de la précédente série NACA
5. Un chiffre décrivant le coefficient de portance en dixièmes
6. Deux chiffres décrivant l'épaisseur maximale pour cent
7. "A =" suivi d'un nombre décimal qui décrit la fraction de la corde revêtue d'une Couche limite laminaire. a = 1 est la valeur par défaut si aucune valeur n'est donnée

Par exemple, le NACA 712A315 a la zone de pression minimale à 10 % de la corde en arrière sur la surface supérieure et à 20 % de la corde en arrière sur la surface inférieure, met en œuvre la norme "A" profil, a un coefficient de portance de 0,3, et a une épaisseur maximale de 15 % de la corde

## Série 8
Les profils aérodynamiques supercritiques sont conçus pour maximiser le flux d'air de manière indépendante au-dessus et en dessous de l'aile. La numérotation est identique pour les profils d'aile 7 de la série, sauf que la séquence commence par un «8» pour distinguer les séries.